# Katar-Rundfahrt 2009
Die 8. Katar-Rundfahrt (Tour of Qatar) ist ein Rad-Etappenrennen. Es fand für die Männer vom 1. bis 6. Februar ausgetragen. Zusätzlich wurde zum ersten Mal fand auch ein Rennen für Frauen statt. Dieses wurde vom 8. bis 10. Februar ausgetragen.

## Rennen der Männer
Das Radrennen wurde in sechs Etappen über eine Distanz von 566,5 Kilometern ausgetragen.
Die Katar-Rundfahrt ist Teil der UCI Asia Tour 2008 und ist in die Kategorie 2.1 eingestuft. Das Radrennen wurde in sechs Etappen über eine Distanz von 566,5 Kilometern ausgetragen. Es begann mit einem Mannschaftszeitfahren in der Hauptstadt Doha, in deren Peripherie die Rundfahrt größtenteils ausgetragen wurde. Die Strecke bot keine topografischen Schwierigkeiten, so dass Sprinter die Rundfahrt dominierten.
Während dieser Rundfahrt kam der belgische Fahrer Frederiek Nolf ums Leben. Nach der 4. Etappe wurde er tot in seinem Hotelzimmer aufgefunden.
| Endstand nach der 6. Etappe | Endstand nach der 6. Etappe | Endstand nach der 6. Etappe |
| --------------------------- | --------------------------- | --------------------------- |
| Sieger                      | Tom Boonen                  | 12:55:25 h                  |
| Zweiter                     | Heinrich Haussler           | + 0:08 min                  |
| Dritter                     | Roger Hammond               | + 0:10 min                  |
| Vierter                     | Daniel Lloyd                | + 0:25 min                  |
| Fünfter                     | Andreas Klier               | + 0:27 min                  |
| Punktewertung               | Heinrich Haussler           | 100 P.                      |
| Zweiter                     | Tom Boonen                  | 92 P.                       |
| Dritter                     | Danilo Napolitano           | 73 P.                       |
| Nachwuchswertung            | Heinrich Haussler           | 12:55:33 h                  |
| Zweiter                     | Mark Cavendish              | + 2:03 min                  |
| Dritter                     | Tom Veelers                 | + 2:27 min                  |
| Teamwertung                 | Cervélo Test Team           | 38:24:00 h                  |
| Zweiter                     | Quick Step                  | + 2:27 min                  |
| Dritter                     | Team Columbia - Highroad    | + 5:29 min                  |

| Etappe    | Tag        | Start - Ziel                                     | km    | Etappensieger     | Gesamterster    |
| --------- | ---------- | ------------------------------------------------ | ----- | ----------------- | --------------- |
| 1. Etappe | 1. Februar | Doha (MZF)                                       | 6     | Garmin-Slipstream | Bradley Wiggins |
| 2. Etappe | 2. Januar  | Khalifa International Stadium - Al Khor Corniche | 134   | Roger Hammond     | Roger Hammond   |
| 3. Etappe | 3. Januar  | az-Zubāra - Doha Golf Club                       | 137,5 | Tom Boonen        | Tom Boonen      |
| 4. Etappe | 4. Januar  | Doha Old Soug - Madīnat asch-Schamāl             | 141   | Mark Cavendish    | Tom Boonen      |
| 5. Etappe | 5. Januar  | Camel Race Track - Qatar Foundation              | 147,5 | -                 | -               |
| 6. Etappe | 6. Februar | Sealine Beach Resort - Doha Corniche             | 121   | Mark Cavendish    | Tom Boonen      |

| 1. |

## Rennen der Frauen
Die Katar-Rundfahrt der Frauen (Ladies Tour of Qatar) fand über eine Distanz von 313 Kilometern statt.
| Endstand nach der 3. Etappe | Endstand nach der 3. Etappe | Endstand nach der 3. Etappe |
| --------------------------- | --------------------------- | --------------------------- |
| Siegerin                    | Kirsten Wild                | 7:56:21 h                   |
| Zweite                      | Giorgia Bronzini            | + 0:04 min                  |
| Dritte                      | Kirsty Broun                | + 0:21 min                  |
| Vierte                      | Ellen van Dijk              | + 0:24 min                  |
| Fünfte                      | Mirjam Melchers-van Poppel  | + 0:31 min                  |
| Punktewertung               | Kirsten Wild                | 93 P.                       |
| Zweite                      | Giorgia Bronzini            | 85 P.                       |
| Dritte                      | Martine Bras                | 62 P.                       |
| Nachwuchswertung            | Ellen van Dijk              | 7:56:45 h                   |
| Zweite                      | Suzanne de Goede            | + 0:08 min                  |
| Dritte                      | Rigina Bruins               | + 0:30 min                  |
| Teamwertung                 | Team Flexpoint              | 23:50:45 h                  |
| Zweite                      | Cervélo TestTeam            | + 0:36 min                  |
| Dritte                      | Team Columbia Woman         | + 1:43 min                  |

| Etappe    | Tag        | Start - Ziel                           | km  | Etappensiegerin  | Gesamterste      |
| --------- | ---------- | -------------------------------------- | --- | ---------------- | ---------------- |
| 1. Etappe | 8. Februar | Museum of Islamic Art - Doha Shafallah | 94  | Giorgia Bronzini | Giorgia Bronzini |
| 2. Etappe | 9. Januar  | Qatar Foundation - Oryx Farm           | 110 | Eva Lutz         | Kirsten Wild     |
| 3. Etappe | 10. Januar | Camel Race Track - Al Khor Corniche    | 109 | Giorgia Bronzini | Kirsten Wild     |

|  |